# Жижченко Наталія Олександрівна
Ната́лія (На́та) Олександрівна Жижченко, у шлюбі Філатова; 22 березня 1985, Київ) — українська музикантка, мультиінструменталістка, авторка пісень; фронтвумен гурту «ONUKA», колишня учасниця гуртів «Tomato Jaws» та «KOOQLA».

## Життєпис
Народилася у родині музикантів: вона є онукою майстра народних інструментів та музиканта Олександра Шльончика, від якого в 4 роки навчилася грати на сопілці. Бабуся — співачка та бандуристка Валентина Степанівна Шльончик; працювала полірувальницею музичних інструментів, була учасницею відомого тріо бандуристок. Мати і дядько — піаністи. Батько — ліквідатор наслідків аварії на ЧАЕС (1986—1988). Зростала у Києві. Після народження Наталі її матір почала працювати у музичній школі та сприяла музичному розвиткові дочки.
Закінчила музичну школу за класом фортепіано, де також навчалася грі на флейті та скрипці. Середню освіту здобула у гімназії, де вивчала кілька іноземних мов. Закінчила її із золотою медаллю.
Після гімназії вирішила обрати вищий навчальний заклад, в якому мала би змогу займатися тим, що їй подобається, тому закінчила Київський національний університет культури і мистецтв (КНУКіМ). За фахом етнокультуролог, перекладачка з угорської і менеджерка міжнародного культурного співробітництва. Захистила магістерську роботу про вплив аварії на ЧАЕС на культуру етнорегіону Полісся.

## Музична діяльність
У 5 років Наталія Жижченко почала гастролювати з музикантами, а у 9 — виступати солісткою з духовим (а іноді з симфонічним чи військовим) оркестром Національної гвардії України, у якому було до 60 дорослих чоловіків. У 10 років перемогла у конкурсі «Нові імена України» з твором «Соловейко» Кропивницького. За кожен вагомий концерт батьки купували їй картридж до ігрової приставки Dendy.
У 10 років почала створювати музичні уривки на синтезаторі. До 15 років виступала з академічною народною музикою, але в юності через старшого брата прийшла до захоплення електронною музикою, зокрема гуртом «Depeche Mode».
У 2002—2013 роках була солісткою електронного гурту «Tomato Jaws», який заснував її старший брат Олександр. За словами Жижченко, це був перший електронний гурт України, який виступав наживо.
У 2008 році також почала співпрацю із російським музикантом Артемом Харченком (R-Tem) над новим проєктом нетанцювальної електронної музики «KOOQLA». На сцені Жижченко наживо пропускала вокал через ефект-процесор, записувала семпли, співала у вокодер, підігравала на синтезаторі та сопілці.
Влітку 2013 року гурт «Tomato Jaws» розпався через рішення Жижченко піти і зайнятися сольним проєктом. Вона виступала сольно як DJ Nata Tomata. Того ж літа Наталія Жижченко почала співпрацю з Євгеном Філатовим (лідером гурту «The Maneken») над проєктом «ONUKA».
У жовтні 2013 року було представлено перший сингл нового проєкту — англомовну пісню «Look», у якій електронну музику було поєднано із звучанням народних інструментів, зокрема бандури та сопілки. Дебютний виступ нового гурту відбувся лише у червні 2014 року на спільному концерті із «The Maneken». У жовтні 2014 року було представлено перший альбом гурту.
Одна з 100 найуспішніших жінок України 2017 року за версією журналу «Новое время».
25 лютого 2021 року, у день 150-річчя від дня народження Лесі Українки, Ната Жижченко запустила поетичний відеопроєкт «Хрестоматія», в якому вона читатиме свої улюблені вірші на різних локаціях, які резонують зі змістом твору.
11 липня 2023 року Spotify запросив Нату Жижченко стати українською амбасадорки Spotify Equal. ONUKA прикрасила обкладинку плейлиста EQUAL Україна. Також до глобального плейлиста EQUAL Global із майже мільйоном підписників додали найсвіжіший трек ONUKA — PEREMOHA.

## Особисте життя
Серед улюблених виконавців — The xx, Бйорк, Том Йорк, Mujuice, Radiohead і Метью Херберт. Навчається грі на терменвоксі.
22 червня 2016 року одружилася з Євгеном Філатовим. Їхні стосунки почалися 2008 року із професійного спілкування — кількох спільних виступів.
14 травня 2020 року народила сина Олександра, 1 липня 2023 року — доньку Ліну.

## Громадська діяльність
2016 — підтримала гуманістичну ініціативу UAnimals та виступила за заборону експлуатації тварин в цирках.
У 2014, 2016 та 2018 роках брала участь у зйомках для благодійного фотопроєкту «Щирі», присвяченого українському національному костюму та його популяризації. Усі кошти від продажу календарів з моделями у традиційних костюмах (близько 610 тисяч гривень) було передано Київському військовому шпиталю для лікування поранених на фронті бійців, «Волонтерській сотні» Українського католицького університету, а також на культурні проєкти, зокрема Музею народної творчості Михайла Струтинського, Новоайдарському краєзнавчому музею та Національному центру народної культури «Музей Івана Гончара».

## Відзнаки
- 2015 — премія Elle Style Awards як музиканту року в Україні.[37]